# John Spicer
John William Spicer (ur. 13 września 1983 w Romford) – angielski piłkarz występujący na pozycji pomocnika. Wychowanek Arsenalu, w swojej karierze grał także w takich zespołach jak Bournemouth, Burnley, Doncaster Rovers, Leyton Orient, Notts County oraz Southend United. Były młodzieżowy reprezentant Anglii.